# قشلاق قره زاغه
قشلاق قره زاغه روستایی در دهستان حکیم‌آباد بخش مرکزی شهرستان زرندیه استان مرکزی ایران است.

## جمعیت
بر پایه سرشماری عمومی نفوس و مسکن در سال ۱۳۹۵ جمعیت این روستا ۸۰ نفر (۲۳خانوار) بوده‌است.